# Pieter van de Wint

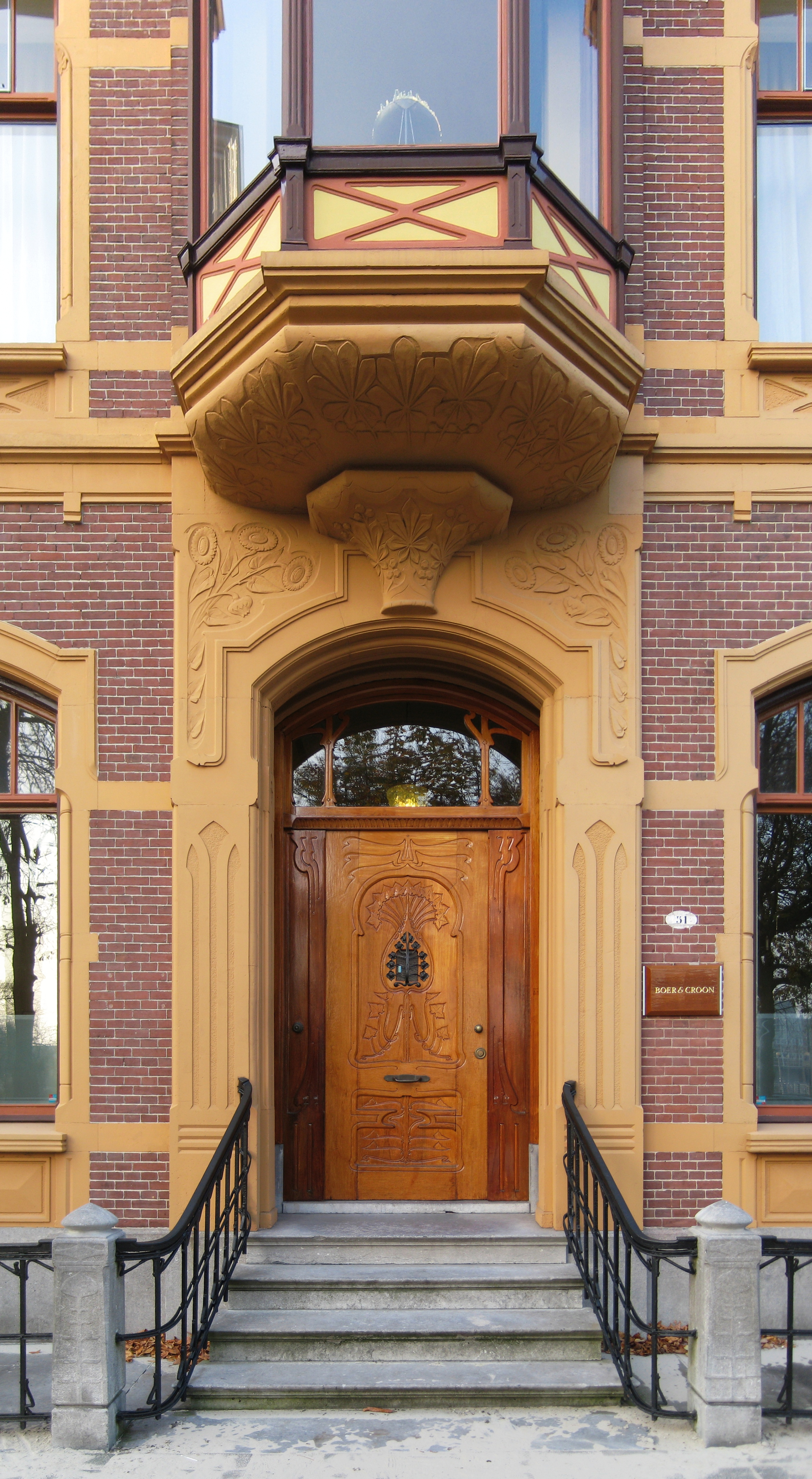
De door Van de Wint in de stijl van de art nouveau ontworpen ingangspartij (1902) van het herenhuis Ubbo Emmiussingel 51 in Groningen (2011)

Pieter van de Wint (Deinum, 3 oktober 1865 - Groningen, 29 augustus 1940), in vakliteratuur vaak aangeduid als P. van der Wint, was een Nederlandse architect.
Van de Wint was met name actief in de provincie Groningen. Een naar zijn ontwerp verbouwd herenhuis aan de Ubbo Emmiussingel in Groningen is aangewezen als rijksmonument. Een door hem samen met zijn collega Y. Jelsma (1880-1964) ontworpen blok van vijf herenhuizen aan de Oosterhaven in Groningen is tot gemeentelijk monument verklaard. Van de Wint was een van de leermeesters van de Groninger architect Bonne Kazemier (1875-1967).

## Werken (selectie)
- 1902: Gevel van een in 1882 gebouwd herenhuis aan de Ubbo Emmiussingel, Groningen[1]
- 1905-1907: Herenhuizen aan de Oosterhaven, Groningen (met Y. Jelsma)[5]
- 1911-1912: Notariswoning aan de Groningerstraatweg, Grijpskerk[6]
- 1922: Woningcomplex in de Korrewegwijk, Groningen[7]

## Afbeeldingen

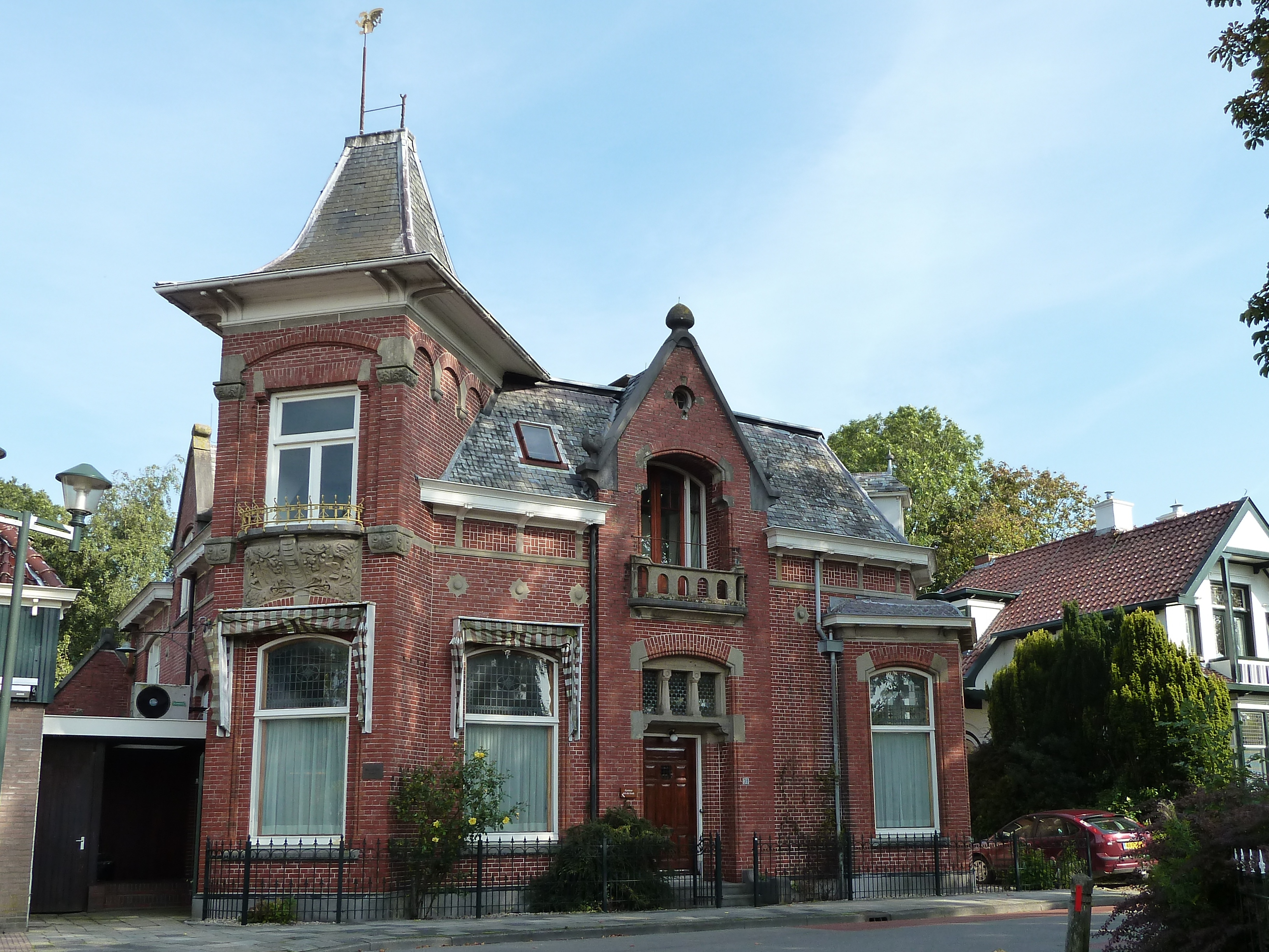
De door Van de Wint ontworpen notariswoning in Grijpskerk (2010)
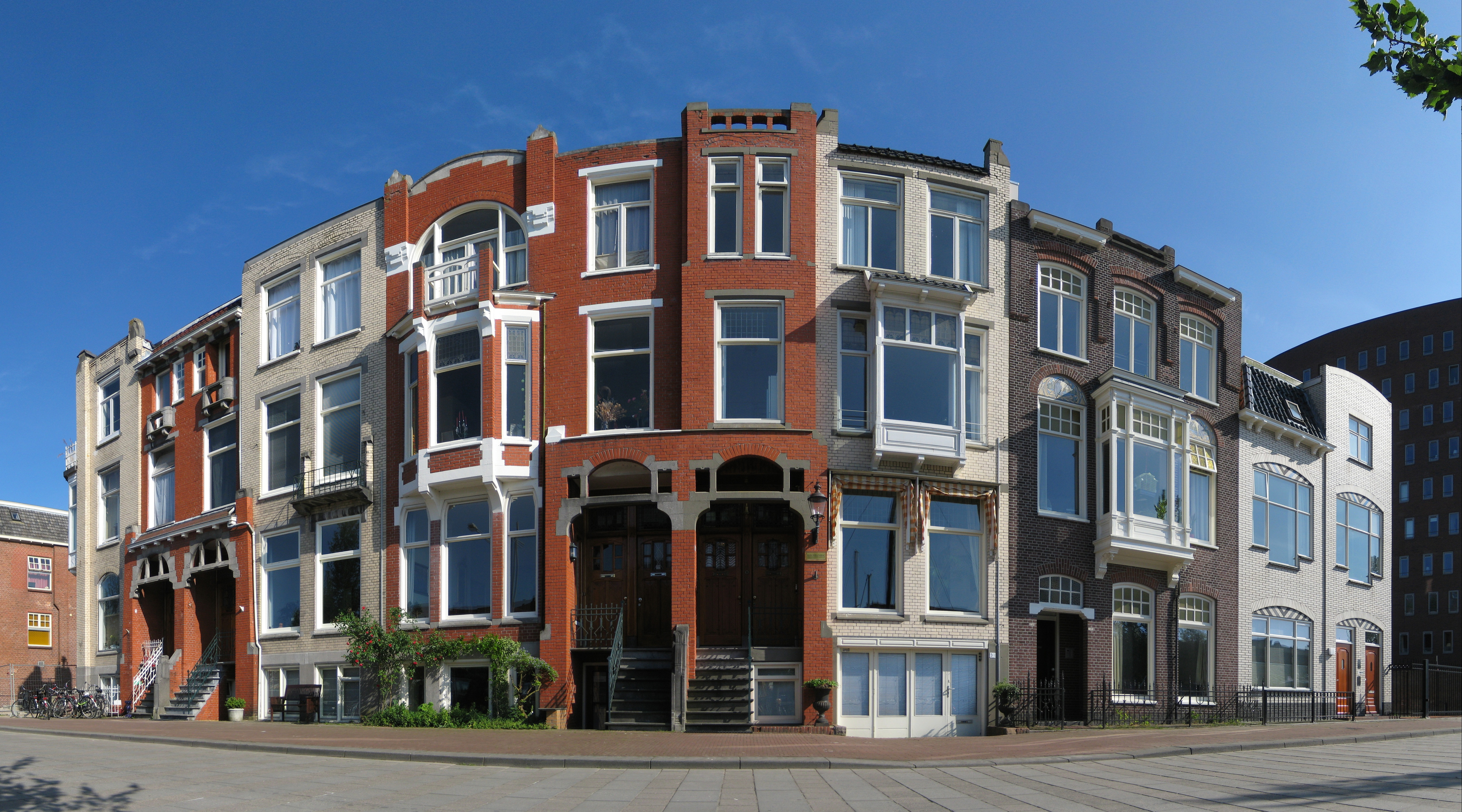
De herenhuizen aan de Oosterhaven in Groningen, die Van de Wint ontwierp met zijn collega Y. Jelsma (2011)